# Giacomo Ricci (pilota automobilistico)
Giacomo Ricci (Milano, 30 marzo 1985) è un pilota automobilistico italiano.

## Carriera

### Formula BMW
Ricci ha iniziato la sua carriera motoristica della serie tedesca Formula BMW ADAC nel 2001, impegno proseguito anche nella stagione seguente. Il suo miglior risultato è stato il diciassettesimo posto nella classifica piloti.

### Formula Renault
Ricci, sempre nel 2001, partecipa a una gara della Formula Renault italiana mentre nel 2002 prende parte ad alcune gare della Formula Renault 2.0 Northern European Cup e della European Cup. L'anno seguente passa alla Formula Junior 1600 in Spagna, terminando quarto. Nello stesso anno partecipa anche a una prova della Formula TR 2000 Pro Series. Nel 2004 corre nella World Series by Nissan, campionato oggi noto come World Series by Renault.

### Formula 3000
Dal 2004 al 2007 Ricci prende parte alla Euroseries 3000, nelle sue varie denominazioni. Nel 2005 è terzo a fine campionato, mentre l'anno seguente, con la Fisichella Motorsport, vince il titolo. Nel 2007 l'impegno nella categoria è solo parziale in quanto il pilota milanese preferisce competere nelle categorie nordamericane.

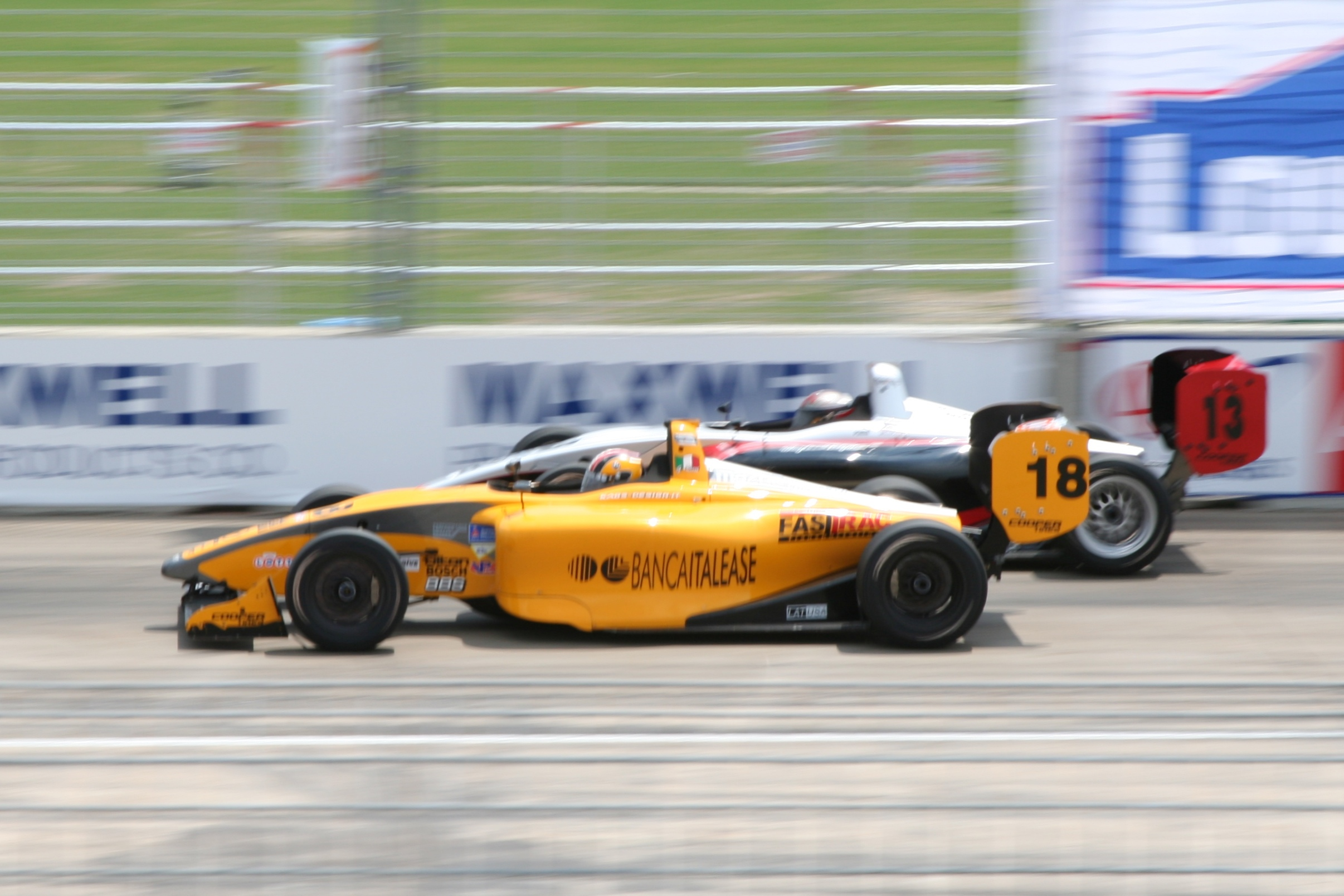
Ricci (in primo piano) nel Gran Premio di Houston 2007 valido per la Champ Car Atlantic

### Champ Car Atlantic
Ricci partecipa al Champ Car Atlantic Championship (serie propedeutica al defunto campionato denominato Champ Car World Series) con il Conquest Racing team. Termina sesto nella classifica finale, malgrado non segni podi. Nella classifica riservata agli esordienti è terzo alle spalle di Franck Perera e Robert Wickens.

### GP2 Series
Ricci ottiene così una chiamata dalla GP2 Series per la stagione 2008 per rimpiazzare l'infortunato Michael Herck alla David Price Racing nei primi appuntamenti della stagione, stante l'infortunio patito dal pilota rumeno nella GP2 Asia Series. Suo compagno di scuderia è il brasiliano Diego Nunes. Viene poi rimpiazzato da Andy Soucek.
Ricci partecipa poi alla prima gara della GP2 Asia Series 2008-2009 con la Trident Racing.
Viene poi rimpiazzato da Alberto Valerio, ottenendo però un ingaggio alla DPR, per il resto della stagione, al posto di Yuhi Sekiguchi.
Ricci continua con la DPR anche nella GP2 Series 2009, questa volta assieme a Herck, così come fatto nell'Asia Series. Ricci, dalla gara del Nürburgring, viene poi sostituito dall'ex pilota dell'Indy Racing League Franck Perera.
Il milanese riprende un volante in occasione della GP2 Asia Series 2009-2010, e dopo un doppio ritiro nella prima gara ad Abu Dhabi, Ricci segna i primi punti in GP2 nel secondo weekend di gare sul circuito degli emirati. Nella gara 2 va a podio dietro a Herck e al vincitore Davide Valsecchi. Nell'ultima gara della stagione, disputata in Bahrain ottiene la prima vittoria. Termina terzo nel campionato.
Ricci viene confermato alla DPR anche per la stagione 2010, ottenendo subito un secondo posto nella gara inaugurale e conquistando una vittoria in gara 2 a Budapest. Tuttavia dalla gara seguente è sostituito da Fabrizio Crestani.

### International GT Open
Ricci ha partecipatao inoltre a gare della GTA e della GTS per l'International GT Open nel 2008.

## Risultati

### Riepilogo carriera
| Stagione | Campionato                             | Scuderia                | Gare | Pole | Vittorie | Punti | Pos. finale |
| -------- | -------------------------------------- | ----------------------- | ---- | ---- | -------- | ----- | ----------- |
| 2001     | Formula BMW ADAC                       | CTS-Motorsport          | 20   | 0    | 1        | 94    | 7º          |
| 2001     | Formula Renault 2.0 Italia             | Toby Fortec Racing      | 1    | 0    | 0        | 0     | NC          |
| 2002     | Formula Renault 2.0 Germany            | SL Formula Racing       | 8    | 0    | 0        | 26    | 28º         |
| 2002     | Eurocup Formula Renault 2.0            | KUG Motorsport          | 6    | 0    | 0        | 0     | NC          |
| 2002     | Formula BMW ADAC                       | KUG-DeWalt Racing       | 6    | 0    | 0        | 15    | 18º         |
| 2003     | Formula Junior 1600                    | ?                       | ?    | ?    | ?        | 106   | 4º          |
| 2003     | Fran-Am 2000 Winter World Championship | Team Italia             | 1    | 0    | 0        | 30    | 29º         |
| 2004     | World Series by Nissan                 | Vergani Racing          | 8    | 0    | 0        | 4     | 19º         |
| 2004     | Euro Formula 3000                      | Power Tech              | 4    | 0    | 0        | 0     | NC          |
| 2005     | F3000 Italiana                         | Astromega               | 8    | 0    | 0        | 33    | 3º          |
| 2006     | Euroseries 3000                        | Fisichella Motorsport   | 18   | 1    | 5        | 106   | 1º          |
| 2007     | Euroseries 3000                        | G-Tec                   | 6    | 0    | 2        | 37    | 5º          |
| 2007     | Euroseries 3000                        | ELK Motorsport          | 6    | 0    | 2        | 37    | 5º          |
| 2007     | Champ Car Atlantic                     | Conquest Racing         | 12   | 0    | 0        | 188   | 6º          |
| 2008     | GP2 Series                             | David Price Racing      | 4    | 0    | 0        | 0     | 31º         |
| 2008     | International GT Open                  | GPC Sport (GTA)         | 6    | 0    | 0        | 19    | 12th        |
| 2008     | International GT Open                  | Villois Racing (GTS)    | 4    | 0    | 1        | 26    | 10th        |
| 2008     | F3 italiana                            | BVM - Target Racing Srl | 2    | 0    | 0        | 5     | 15th        |
| 2008     | International Formula Master           | Euronova Racing         | 2    | 0    | 0        | 0     | NC          |
| 2008–09  | GP2 Asia Series                        | Trident Racing          | 2    | 0    | 0        | 0     | 27º         |
| 2008–09  | GP2 Asia Series                        | David Price Racing      | 9    | 0    | 0        | 0     | 27º         |
| 2009     | GP2 Series                             | David Price Racing      | 7    | 0    | 0        | 0     | 27º         |
| 2009–10  | GP2 Asia Series                        | David Price Racing      | 8    | 0    | 1        | 29    | 3º          |
| 2010     | GP2 Series                             | David Price Racing      | 14   | 0    | 1        | 16    | 13º*        |

### Risultati GP2 Series
(Legenda) N.B. Le gare in grassetto indicano una pole position mentre quelle in corsivo indicano il giro più veloce in gara.
| Stagione | Scuderia           | 1           | 2           | 3           | 4           | 5           | 6           | 7           | 8           | 9          | 10         | 11         | 12         | 13        | 14        | 15      | 16      | 17      | 18      | 19      | 20      | Pos. | Punti |
| -------- | ------------------ | ----------- | ----------- | ----------- | ----------- | ----------- | ----------- | ----------- | ----------- | ---------- | ---------- | ---------- | ---------- | --------- | --------- | ------- | ------- | ------- | ------- | ------- | ------- | ---- | ----- |
| 2008     | David Price Racing | ESP FEA 16  | ESP SPR Ret | TUR FEA Ret | TUR SPR 11  | MON FEA     | MON SPR     | FRA FEA     | FRA SPR     | GBR FEA    | GBR SPR    | GER FEA    | GER SPR    | HUN FEA   | HUN SPR   | EUR FEA | EUR SPR | BEL FEA | BEL SPR | ITA FEA | ITA SPR | 31º  | 0     |
| 2009     | David Price Racing | ESP FEA Ret | ESP SPR 15  | MON FEA 14  | MON SPR Ret | TUR FEA Ret | TUR SPR Ret | GBR FEA 17  | GBR SPR DNS | GER FEA    | GER SPR    | HUN FEA    | HUN SPR    | VAL FEA   | VAL SPR   | BEL FEA | BEL SPR | ITA FEA | ITA SPR | POR FEA | POR SPR | 27º  | 0     |
| 2010     | David Price Racing | ESP FEA 2   | ESP SPR 8   | MON FEA 17  | MON SPR Ret | TUR FEA Ret | TUR SPR 17  | VAL FEA Ret | VAL SPR Ret | GBR FEA 13 | GBR SPR 12 | GER FEA 16 | GER SPR 11 | HUN FEA 8 | HUN SPR 1 | BEL FEA | BEL SPR | ITA FEA | ITA SPR | ABU FEA | ABU SPR | 13º  | 16    |

### Risultati GP2 Asia Series
(Legenda) N.B. Le gare in grassetto indicano una pole position mentre quelle in corsivo indicano il giro più veloce in gara.
| Stagione | Scuderia           | 1            | 2            | 3          | 4          | 5            | 6           | 7           | 8          | 9          | 10         | 11          | 12          | Pos. | Punti |
| -------- | ------------------ | ------------ | ------------ | ---------- | ---------- | ------------ | ----------- | ----------- | ---------- | ---------- | ---------- | ----------- | ----------- | ---- | ----- |
| 2008–09  | Trident Racing     | CHN FEA 13   | CHN SPR Ret  |            |            |              |             |             |            |            |            |             |             | 27º  | 0     |
| 2008–09  | David Price Racing |              |              | DUB FEA 13 | DUB SPR C  | BHR1 FEA Ret | BHR1 SPR 16 | QAT FEA Ret | QAT SPR 13 | MYS FEA 16 | MYS SPR 15 | BHR2 FEA 11 | BHR2 SPR 10 | 27º  | 0     |
| 2009–10  | David Price Racing | ABU1 FEA Ret | ABU1 SPR Ret | ABU2 FEA 5 | ABU2 SPR 3 | BHR1 FEA 4   | BHR1 SPR 2  | BHR2 FEA 5  | BHR2 SPR 1 |            |            |             |             | 3º   | 29    |

### Risultati Auto GP
(Legenda) N.B. Le gare in grassetto indicano una pole position mentre quelle in corsivo indicano il giro più veloce in gara.
| Stagione | Scuderia    | 1       | 2        | 3     | 4     | 5       | 6       | 7     | 8     | 9     | 10    | 11    | 12    | 13    | 14    | Pos. | Punti |
| -------- | ----------- | ------- | -------- | ----- | ----- | ------- | ------- | ----- | ----- | ----- | ----- | ----- | ----- | ----- | ----- | ---- | ----- |
| 2012     | Zele Racing | MNZ 1 6 | MNZ 2 14 | VAL 1 | VAL 2 | MAR 1 5 | MAR 2 3 | HUN 1 | HUN 2 | ALG 1 | ALG 2 | CUR 1 | CUR 2 | SON 1 | SON 2 |      | 30    |